# 无敌级战列巡洋舰
无敌级战列巡洋舰是英国海军建造的首批战列巡洋舰。
1905年，在英国第一海务大臣费舍尔的领导下，英国海军舰艇设计委员会提出了“理想型巡洋舰”的战舰设计方案，设想将无畏型战列舰的火力和巡洋舰的速度相结合。在英国海军部的预算报告中曾经这样描述无敌级战舰：“装备8门12英寸主炮的该级战舰可以追捕并且摧毁敌方任何种类的巡洋舰，而遇到更为强大的对手时，将凭借25节的高速摆脱对方的纠缠......，这种‘理想型巡洋舰’将会成为真正的巡洋舰杀手！”。值得注意的是战列巡洋舰并非用作以战列舰为作战对象的舰队主力决战，而是为了打击各类巡洋舰，是一种功能性很强的战舰，具有大口径主炮、高航速、轻装甲的特点。但为了追求速度上的优势，战列巡洋舰刻意降低防护能力造成致命的弱点，在舰队战列对战中成为脆弱的目标。
无敌级战列巡洋舰采用长艏楼船型，舰体中设4个锅炉舱，以容纳为保持高推进功率所必须的31台蒸汽锅炉（同期建造的无畏号战列舰安装18台蒸汽锅炉），在试航时最高航速达到26.6节。装备12英寸口径主炮，双联装主炮炮塔4座，舰首尾各一座，中部P、Q两座炮塔呈阶梯状布置在舰体两舷（理论上侧舷炮塔转动一定角度时可向另一舷射击，但射界极其有限），由于防御装甲仅比装甲巡洋舰稍强，且两座炮塔距离很近，在战斗中易遭贯穿发生殉爆，并引发两座炮塔弹药库发生连锁爆炸。
无敌号于1906年4月开工，1912年才正式将这种新型战舰定名为“战列巡洋舰” (Battle cruiser)。同級舰包括有无敌号 (Invincible)、不屈号 (Inflexible)、不挠号 (Indomitable)。
第一次世界大战爆发后，1914年12月，以无敌号、不屈号为骨干的英国舰队在福克兰海战中消灭了德国海军巡洋舰分舰队，充分发挥了战列巡洋舰的优势。1916年日德兰海战中，无敌号為英国海军第三戰列巡洋艦分队的旗舰，但於战斗中被一發德舰炮弹命中，中部炮塔弹药库发生大爆炸，舰体即時断裂沉没，舰上1026名官兵全數阵亡。戰列巡洋艦装甲防护薄弱的缺点至此暴露无遗，並導致其開始淘汰。战争结束之后，不屈号、不挠号根据华盛顿海军条约的规定解体。